# Eluvium (musicista)
Eluvium, pseudonimo di Matthew Cooper (Tennessee, ...), è un musicista statunitense, di musica ambient.

## Biografia
Ha esordito nel 2003 con l'album Lambent Material edito per la Temporary Residence. Nel 2005 rilascia il suo terzo album, Talk Amongst the Trees, considerato il quarantatreesimo album ambient migliore di sempre in una lista stilata da Pitchfork.
Ha collaborato con diversi artisti, tra cui pacific UV, Explosions in the Sky, The Sight Below, Balmorhea e The Black Heart Procession. Ha inoltre pubblicato un disco con il nome Martin Eden nel 2012 e uno col nome Matthew Robert Cooper nel 2008.

## Discografia
- 2003 - Lambent Material
- 2004 - An Accident Memory in the Case of Death
- 2005 - Talk Amongst the Trees
- 2007 - Copia
- 2010 - Similes
- 2010 - Static Nocturne
- 2013 - Nightmare Ending
- 2016 - False Readings On
- 2019 - Piano Works
- 2020 - Virga I
- 2021 - Virga II